# Joe Abercrombie
Joseph Edward Abercrombie, más conocido como Joe Abercrombie (Lancaster, 31 de diciembre de 1974), es un escritor británico de literatura fantástica y editor cinematográfico. Es autor de las trilogías La Primera Ley y La Era de la Locura, así como de otros libros de fantasía ambientados en el mismo ámbito y de una trilogía de novelas juveniles. Su novela Medio rey ganó el premio Locus 2015 al mejor libro para jóvenes.

## Biografía
Abercrombie nació en Lancaster (Inglaterra). Se educó en la Lancaster Royal Grammar School y en la Universidad de Manchester, donde estudió psicología. Tiene una esposa, Lou.
Abercrombie ha sido un ávido jugador de videojuegos desde su infancia. En una entrevista concedida a la revista Edge, Abercrombie declaró que los videojuegos han tenido una gran influencia en sus escritos, incluido su interés temprano por las aventuras gráficas basadas en texto y los juegos de estrategia de base histórica, como Civilization y Age of Empires. Otros de sus juegos favoritos son Elite, Dungeon Master, Street Fighter II y Red Dead Redemption.

## Trayectoria
Abercrombie comenzó a trabajar en la producción de televisión antes de comenzar una carrera como editor independiente de cine. Durante una pausa entre trabajos comenzó a escribir La voz de las espadas en 2002, que completó en 2004. Fue publicada por la editorial Gollanz en 2006 y le siguieron los otros dos libros de la trilogía de la primera ley, Antes de que los cuelguen y El último argumento de los reyes. A principios de 2008 Abercrombie fue uno de los contribuyentes a la serie World of Fantasy de la BBC, junto con otros autores como Michael Moorcock, Terry Pratchett y China Miéville.  En 2009 Abercrombie publicó la novela La mejor venganza, ambientada en el mismo mundo que la trilogía de La primera ley, pero como novela independiente. Ha continuado con Los héroes (2011), Tierras rojas (2012) y Filos mortales (2016), también ambientadas en el mismo mundo. Actualmente Abercrombie vive en Bath, Somerset con su esposa y sus tres hijos.
En el año 2011 Abercrombie firmó un trato con la editorial Gollancz para escribir 4 libros más sobre el mundo de La Primera Ley.

## Obras publicadas

### La Primera Ley
1. La Voz de las Espadas (The Blade Itself, 2006),[9] nominada al premio John W. Campbell 2008 al mejor escritor novel.[10]
2. Antes de que los Cuelguen (Before They Are Hanged, 2007)
3. El Último Argumento de los Reyes (Last Argument of Kings, 2008)

### La Era de la Locura
1. Un Poco de Odio (A Little Hatred, 2019)[11]
2. El Problema de la Paz (The Trouble with Peace, 2020)[11]
3. La Sabiduría de las Multitudes (The Wisdom of Crowds, 2021)

### La trilogía delMar Quebrado
- Medio rey (Half a King, 2014)[12]
- Medio mundo (Half the World, 2015)[13]
- Media guerra (Half a War, 2015)[14]

### Obras independientes
Las cuatro obras forman parte del mundo de La Primera Ley y sus protagonistas aparecen en la trilogía original o reaparecen entre las diferentes obras independientes como protagonistas o secundarios.
- La mejor venganza (Best Served Cold, 2009)[15] – David Gemmell Legend Award 2010—Winner of the Ravenheart Award for best cover art.[16]
- Los héroes (The Heroes, 2011)[17]
- Tierras Rojas (Red Country, 2012)[18]
- Filos mortales (Sharp Ends, 2016), se trata de una recopilación de relatos.

### Relatos cortos
- The Fool Jobs, apareció en la recopilación Swords & Dark Magic (publicada en junio de 2010) y muestra a Curnden Craw y sus doce compañeros antes de los sucesos de Los héroes.
- Yesterday, Near A Village Called Barden, apareció como un extra en la versión de tapa dura de Los héroes de la editorial Waterstone's y se enfoca en Bremer dan Gorst y la campaña anterior a Los héroes.
- Freedom!, apareció como un extra en la versión de tapa dura de la editorial Waterstone´s de Tierras Rojas y se concentra en la liberación de un pueblo de Averstock por la Compañía de la Mano Graciosa.
- Skipping Town, – apareció en la antología Legends: Stories in Honour of David Gemmell (noviembre de 2013) y narra la historia de Shevedie (Shev) y Javre, la Leonesa de Hoskopp.
- Some Desperado – apareció en la antología Dangerous Women (diciembre de 2013) protagonizada por Shy Sur durante su tiempo al margen de la ley previos a Tierras Rojas. Fue nominada al Premio Locus en 2014.[19]
- Tough Times All Over, apareció en la antología Rogues (junio de 2014) protagonizando a Carcolf, un mensajero y la tortuosa ruta que toma a través de la ciudad Sipani para entregar un paquete. También aparecen Shev y Javre en esta historia.
- Small Kindnesses, apareció en la antología Unbound: Tales by Masters of Fantasy (diciembre de 2015) protagonizada por Shev.
- Two's Company, publicada primero en línea en tor.com (enero de 2016),[20] con Shev y Javre.

## Premios
- Ganador del Premio Locus de 2015 a mejor novela para jóvenes adultos por Medio Rey[21]
- Nominado al Premio Mundial de Fantasía de 2017 a la mejor colección por Filos mortales[22]

### Entrevistas
- New Interview with Joe Abercrombie conducted by Pat's Fantasy Hotlist, April 2011
- Humorous interview with Joe Ambercrombie at SF Signal, conducted by Lucien E. G. Spelman, 19 June 2009
- Article written by Joe Abercrombie on his influences, by SFcrowsnest, 1 March 2008
- Interview with Joe Abercrombie with Aidan Moher at Dribble of Ink, 11 February 2008
- Interview with Joe Abercrombie at Neth Space, October 2007
- Interview with Joe Abercrombie with Aidan Moher at Dribble of Ink, 31 July 2007
- Interview with Joe Abercrombie conducted by SFX Magazine, 30 April 2007
- Interview with Joe Abercrombie conducted by Pat's Fantasy Hotlist, 7 December 2006

- Datos: Q515421
- Multimedia: Joe Abercrombie / Q515421